# Histoire de Salins-les-Bains
Cet article relate les faits saillants de l'histoire de Salins-les-Bains, une commune de l'est de la France.
Salins-les-Bains a une grande importance dès l'Antiquité. Elle est un site princier et un des plus grands centres religieux de Gaule sous les Celtes, puis oppidum sous les Romains. Selon Pierre Jeandot († 1979 ; cofondateur de l'Association scientifique et historique du Pays de Salins), c'est en ces lieux que se serait tenue la bataille d'Alésia qui mit fin à la guerre des Gaules. Cette hypothèse n'est pas validée par les recherches récentes, les historiens et les archéologues s'accordent sur le site d'Alise-Sainte-Reine, en Bourgogne.
Au Moyen Âge, le sel contribue à faire de la ville la deuxième cité de Franche-Comté avec plus de 8 000 habitants[réf. nécessaire]. Elle comprend alors 17 chapitres religieux, plus de 25 tours d'enceinte et fait figure de grand centre culturel, notamment du livre. Deux salines existent en 1115 : la Petite saline, avec le « puits à Muire », et la Grande saline, dite « grande saunerie », avec le « puits d'Amont ».

## Histoire

### Le sel des Romains
L'origine de l'exploitation du sel n'est pas connue mais déjà Strabon (58 av. J.-C.–25 apr. J.-C.), vante, dans ses écrits, les salaisons de porc de la contrée de Salins et dit qu'elles sont les meilleures que l'on connaisse à Rome : « Ex Sequanis optima suilla salmenta Romam perfectur».

« Mais il y a encore une autre rivière, le Sequanas, qui prend sa source dans les Alpes et va se jeter dans l'océan, après avoir coulé parallèlement au Rhin et avoir traversé tout le territoire d'un peuple de même nom compris entre le Rhin à l'est et l'Arar à l'ouest : c'est de chez ce peuple que provient le meilleur porc salé qu'on expédie à Rome. Entre le Doubs et l'Arar ce sont les Aeduens qui habitent : la ville de Cabyllinum (Chalon-sur-Saône), sur l'Arar (Saône), et la place forte de Bibracte leur appartiennent. »

— Géographie [détail des éditions] [lire en ligne].
En 370, Ammien Marcellin évoque à son tour les salines qui sont l'objet de contestations entre les Bourguignons et les Alamans : « Burgundii salinarum finiumque causa Alamannis saepe jurgabant »[pas clair]. Ces accrochages entre les deux peuples ont duré longtemps, comme le souligne l'auteur de la vie de saint Eugend, abbé du monastère de Condat au Ve siècle : ce religieux fait des provisions de sel provenant de la contrée des Hériens, où « cette denrée était préparée par le feu » et où les convois étaient souvent surpris et massacrés par les Alamans. « Quâdam namque vice, dùm diros metuunt ac vicinos Allemanorum incursus, qui inopinatis viantibus, non congrssiones in cominus, sed ritu, superventuque solerent irruere bestiali ; ad mortem aut suspicionem mortis penisus evitandam, quae crebro timoris jaculo toties interimit, quoties timetur, è limite tyrrheni maris, potius quàm de vicinis Heriensium locis coctile, decernunt petere sal ; sed hoc totum ut sieret et consilium, et ordinatio beati viri persuaserat »[pas clair]. Le pays des Hériens, ou Val-d'Héry, dont il est question dans ce texte possède un château nommé Héria, aujourd'hui Pont-d'Héry nommé auparavant Mont-d'Héry. Il est transformé plus tard en monastère et occupé par des religieux qui s’appellent « Heriensis ».
À partir du milieu du Ve siècle, les Burgondes s'installent dans la région comtoise. Ils sont à l'origine des anciens comtés de Port, de Varais, d'Amaous et de Scoding (Escuens) ; ce dernier contenait Salins, localité existant depuis l'Antiquité romaine (des médailles d'or et de bronze, des tombeaux et des instruments de sacrifices ont été trouvés sur le site).
Vers l'an 523, Sigismond, roi des Burgondes, se livre à de larges donations — dont Salins et le château de Bracon — à l'abbaye d'Agaune, située dans le canton du Valais en Suisse : in pago Bisuntinensi Salinum[pas clair] (Salins-les-Bains), cum castro de Bracon (château de Bracon), Miegens (val de Mièges), preuve que ces deux cités sont déjà d'importance. La charte de donation stipule que l'abbaye est obligée de former neuf chœurs chargés d'exécuter la « psalmodie perpétuelle » en remerciement de ce don. Ces donations sont confirmées en 773 par une bulle du pape Adrien Ier.

### Le «Bourg du Sire» et le «Bourg du Comte»
En 665 le diocèse de Besançon est partagé en cinq archidiaconés sur le modèle de division de la province en cinq pagi. Salins est désigné comme chef-lieu de l'archidiaconé qui englobe le comté de Scoding, et le titulaire de cette dignité prend le titre d'archidiacre de Salins. Dès le IXe siècle est prouvée l'importance de Salins, qualifiée de vicus publicus (ville libre) et ne dépendant que du domaine du souverain de Bourgogne. Ce statut advenait par la donation absolue et sans réserve de Saint Sigismond à l'abbaye d'Agaune, d'après laquelle ces religieux en jouissaient en pleine franchise et en disposaient en propriétaires. Cette donation est citée dans les chartes, la première étant datée de 854 de Lothaire Ier et de Louis II, tous deux en qualité de rois d'Italie : confirmanus monasterio sancti Eugendi Salinas et villas quoe sunt circà, et ad portam deserviunt Salinas. À partir de la fin du IXe siècle, l'abbaye d'Agaune est intimement liée aux nouveaux royaumes de Provence-Bourgogne cisjurane et de Bourgogne transjurane issus de la Francie médiane (fondus vers 933 dans le royaume des Deux-Bourgognes ou d'Arles qui sera rattaché en 1032 au royaume de Germanie), alors que se précise la décomposition carolingienne.
Au cours des siècles les possessions territoriales de l'abbaye augmentent et s'étendent dans le comté de Warasch, si bien qu'elle peut se permettre, en 942, d'inféoder à Albéric de Narbonne l'église de Dompierre avec ses dépendances dans la Chaux-d'Arlier (qui s'étend du Val du Sauget jusqu'à celui de Mièges), Frasne, Froscingo (ou Frestingio), Aresches et son église et Usie, se gardant ses terres du Val de Vennes. L'inféodation de Salins-les-Bains et des alentours à Albéric s'est-elle faite sous la contrainte des armes ou afin que l'abbaye se soulage de la lourde gestion de terres lointaines ? Albéric est originaire de Narbonne, préférant voyager plutôt que gérer ses terres ; il épouse la fille du vicomte de Mâcon et s'intitule comte de Mâcon en 932. Dix ans plus tard, sur le point d'entrer dans le Warasch, il demande à l'abbaye la gestion de ce qu'elle y possède contre le paiement d'un cens annuel de faible valeur. Cette donation, approuvée par Conrad III roi de Bourgogne, est faite sous condition de les rendre après la mort d'Albéric et de ses fils si l'abbaye les demande.
Albéric/Aubri de Narbonne (885-943), devenu comte de Mâcon par son mariage, étend de plus en plus son pouvoir à l'est de la Saône, au-delà de la rive gauche, et décide de s'approprier Salins ; il peut être considéré comme un comte d'Outre-Saône (préfiguration du/de la comté de Bourgogne ou Franche-Comté) ainsi que le fut avant lui le comte-duc Hugues le Noir. Peu d'écrits relatent les Xe siècle et XIe siècle à Salins.
À partir de cette époque la ville est scindée en deux bourgs ayant chacune un seigneur, son puits à « muire » (eau salée), ses manufactures et ses magistrats. 
- La partie haute, où se trouve la grande saline, est nommée le « Bourg du Sire » (c'est-à-dire du seigneur de Salins),
- et la partie basse le « Bourg du Comte » (c'est-à-dire du comte de Mâcon et d'Outre-Saône, dit ensuite comte de Bourgogne).
- Ces deux villes sont reliées par des habitations formant le « Bourg Commun » ou « Entre deux Bourgs ».

Pourquoi une telle séparation de la ville ? Selon Guillaume le Breton, dans son acte de donation Saint Sigismond s'est réservé « pour lui et ses successeurs la possession de la petite saline » ; pour Dunod, « les sources avaient été découvertes par différents particuliers qui s'étaient associés pour les mettre en valeur, et auxquels le prince fit une part qu'ils transmirent à leurs descendants » ; Gollut soutient de son côté que la petite saline était plus ancienne, et que lors de la découverte de la seconde il fut construit une deuxième ville à ses côtés.
Ce partage résulterait peut-être de la descendance d'Albéric :
- de son fils cadet Humbert viennent les sires de Salins ;
- alors que de son aîné Létaud viennent les comtes de Mâcon et d'Outre-Saône jusqu'au fils de Létaud, Aubri II, dont la veuve Ermentrude de Roucy transmet les droits à son deuxième époux Otte-Guillaume, un prince de la dynastie anscaride d'Ivrée : ce couple est la souche des nouveaux comtes de Bourgogne et de Mâcon.

En effet, tandis que Gaucher II, arrière-petit-fils d'Humbert Ier, prenait le titre d'avoué de la ville de Salins vers 1100 et donnait en fief à son prévôt et à ses officiers des emplacements dans sa portion de saline, Renaud III comte de Bourgogne et de Mâcon, fils d'Etienne Ier, héritier de parts dans les salines par le mariage de son trisaïeul Otte-Guillaume de Bourgogne, distinguait à la même époque le « Bourg du Comte » du « Bourg du seigneur Gaucher de Salins ». Ce serait donc pour des raisons d'ordre pratique que la distinction des deux parties de la ville aurait été faite. Dans les années qui suivent il n'y eut pas de dons en « muire » ou en parts sur les manufactures aux monastères ou aux églises du fait des comtes de Bourgogne, mais il était déjà question de « meix » qui divisaient les manufactures. Ces « meix » correspondaient à une quantité d'eau salée que chaque propriétaire exploitait à son profit, soit en franchise soit en acquittant une redevance envers les représentants religieux. Parmi les « meix » cités au XIe siècle il y avait celui de « l'Angonne », de « Saint-Maurice » et de « Monseigneur Renaud de Salins », ces noms attestaient qu'ils étaient les anciens propriétaires des salines.
Mais la part du comte de Bourgogne dans les salines, qui était parvenue à sa lignée par le mariage d'Otte-Guillaume, comte de Bourgogne, avec la veuve d'Aubry II de Mâcon, petit-fils d'Albéric, ne peut plus être suivie à partir de Renaud Ier, fils cadet d'Otte-Guillaume. Aucune disposition n'a laissé de traces lors du règne de Guillaume le Grand, fils de Renaud Ier. Il est possible que ses fils Renaud II et Étienne Ier, en partance pour la première croisade, aient vendu une partie de leur patrimoine pour financer leur voyage.
En résumé, les salines exploitées par les Romains deviennent la propriété de l'abbaye d'Agaune par le fait de Saint Sigismond ; quelques siècles plus tard cette abbaye la transmet à Aubry Ier de Mâcon, dit Albéric. Les descendants de celui-ci font un partage : la branche aînée, qui prend le titre de comte, aliène vite la Petite saline ; la branche cadette des sires de Salins obtient Bracon et le puits d'Amont de la Grande saline. Le Puits à Gré est, lui, exploité au profit des deux parties. Ceci expliquerait le partage de la ville en deux bourgs, et son extension connue sous le nom de « Bourg Commun ».

### Les comtes de Bourgogne...
Comme nous l'avons vu les comtes de Bourgogne ont très tôt accordé des concessions sur les salines. La plus ancienne donation est celle d'Otte-Guillaume qui au Xe siècle, peu de temps après la mort de son père, honorait les religieux de Sainte-Bénigne de Dijon, à l'époque sous l'autorité de l'abbé Guillaume de Volpiano, d'une place et d'une chaudière pour qu'ils y fabriquent le sel nécessaire à leur usage, ce don était suivi quelque temps plus tard d'une seconde concession dans la manufacture et de mille arpents de terres. Ces libéralités étaient soumises aux conditions de Rodolphe III, dernier roi de Bourgogne, qui déclarait avoir sur les biens donnés le domaine souverain mais que le comte et son fils en étaient propriétaire en vertu d'acquisition (Sciant.... regali auctoritate firmari donationem duarum caldariarum in villa quoe Salinis dicitur sitarum, quas ex rébus beneficii nosiri acquisitas hactenùs (Otto comes et filius ejus Rainaldus) visisuerant possedisse. Recueil des hist. des Gaules et de la France, t. XI, p. 549). En 1020 Otte-Guillaume et son fils Renaud Ier fondent le prieuré de Vaux et entre autres dons lui donnent « quatre chaudières de fer » avec leur emplacement près des puits. Les donations continuent avec son fils Renaud Ier qui en gratifie d'une autre avant 1029 le chapitre de Saint-Anatoile puis en 1037 l'abbaye de Flavigny. Au fil du temps les comtes de Bourgogne ou de Mâcon cessent d'intervenir directement à Salins et nomment un vicomte pour les représenter. D'ailleurs leurs droits mêmes sur le Bourg du Comte de Salins sont flous ou réduits en peau de chagrin, car une âpre lutte de succession envenime les rapports entre les descendants du comte Etienne Ier au XIIe siècle, c'est-à-dire les comtes de Vienne, de Mâcon ou d'Auxonne (venus de Guillaume III-IV), et les comtes de Bourgogne (issus de Renaud III) ; il semble que les comtes d'Auxonne (Etienne Ier-II et son fils Etienne II-III) aient acquis l'essentiel de ces droits.

### ... et les sires de Salins

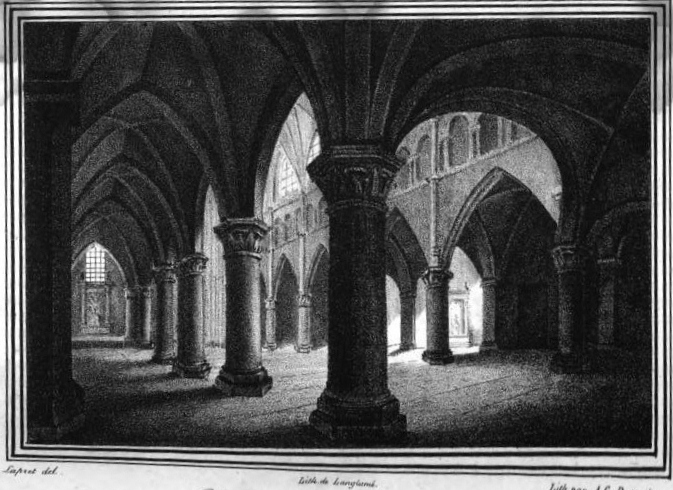
L'intérieur de Saint-Anatoile au XIX

Humbert Ier, fils cadet d'Albéric, seigneur de Salins et maître du Bourg du sire, est le premier d'une lignée qui devait entreprendre l'extension de la ville. Hugues Ier de Salins, archevêque de Besançon, fils d'Humbert II et petit-fils d'Humbert Ier, y crée une collégiale, utilisant pour cela une église fondée par ses ancêtres auprès d'une source et d'un antique tombeau, il y construit son édifice dédié à Saint-Anatoile, le pourvoit de titulaires et lui obtient la protection du roi de Bourgogne Rodolphe III en 1029. Le 4 mai 1469 l'édifice est ravagé par le feu ainsi que tout un quartier d'habitations, pour financer les réparations, estimées à 3000 écus, les chanoines sillonnent le diocèse avec la châsse de Saint-Anatoile afin de récolter des dons. Aux donations personnelles qu'il avait faites, Hugues Ier y ajoute le hameau d'Arloz (près d'Ivory) ainsi que la forêt qui l'environne. Quelque temps plus tard Hugues entreprend la construction du prieuré Saint-Michel (attesté dans les bulles des papes Calixte II et de Célestin III en 1124 et 1143). Gaucher II, fils de Gaucher Ier et petit-fils d'Humbert II, fonde, pour sa part, le prieuré Saint-Nicola vers 1090 qu'il cède à l'abbaye de Cluny. Gaucher IV donne à l'Abbaye Notre-Dame de Rosières un terrain à l'intérieur de la Saline pour y édifier une construction, ainsi l'abbaye pouvait étendre son emprise depuis la rivière la Furieuse jusqu'au Pont-Neuf qui deviendra le Pont Saint-Nicolas. En 1087 et 1193 la rivière qui traverse la ville était nommée Furiosus torrens. Déjà dans la Vie de Saint Anatoile il était cité la Furieuse qui traversait la ville de Salins : Fluvius intersluit qui furiosus ex re vocabulum collegit.
Avec le mariage de Maurette de Salins, fille héritière de Gaucher III (frère d'Humbert IV : deux fils d'Humbert III et petits-fils de Gaucher II) et dernière représentante de la lignée salinoise issue d'Albéric/Aubri Ier de Mâcon, la seigneurie revenait en totalité dans l'apanage de la Maison des comtes de Bourgogne, plus précisément dans la branche aînée titrée comtes de Mâcon et de Vienne : en effet Maurette épouse en 1152 Géraud/Gérard Ier de Mâcon, fils du comte Guillaume III de Mâcon — alias Guillaume IV de Bourgogne — lui-même fils du comte Etienne Ier, comte de Bourgogne, Vienne et Mâcon. L'acquisition des comtes de Bourgogne/de Mâcon ne concerne pas seulement la seigneurie de Salins, représentée par le « Bourg du Sire » avec la Grande saline, mais aussi les châteaux des alentours et leurs dépendances, ainsi que les terres d'Ornans et de Vuillafans. L'héritier des biens salinois de Géraud Ier sera son fils aîné Gaucher IV de Salins († 1219), dont la fille Marguerite de Salins vend lesdites seigneurie et Grande saline en 1225 au duc de Bourgogne Hugues IV, qui les échange à son tour en 1237 avec Jean de Chalon l'Antique contre le comté de Chalon que ce dernier détenait de sa mère Béatrice de Thiers, et le comté d'Auxonne qui lui venait de son père Etienne II-III.
En effet Jean Ier de Chalon l'Antique ou le Sage (vers 1190-1267), fils d'Etienne II ou III d'Auxonne, arrière-petit-fils de Guillaume III-IV et petit-neveu de Géraud Ier, comte-régent de Bourgogne en 1248, avait dans la contrée la propriété des terres d'Arbois, de Lons-le-Saunier et d'Orgelet et il voulait en augmenter l'importance. Déjà propriétaire du « Bourg du Comte » par le droit de son père Étienne II d'Auxonne (le neveu de Géraud), il va le transmettre à son fils le comte de Bourgogne Hugues en y joignant la partie du « Bourg du Sire » qu'il tient aussi. Il lui fallait la part du duc de Bourgogne, c'est pourquoi il échangeait le 5 juin 1237 les comtés de Chalon et d'Auxonne contre plusieurs seigneuries, dont Salins, appartenant au duc Hugues IV de Bourgogne qui les avait achetées en 1225 à Marguerite de Salins, son mari Jocerand et leur fils Henry III Gros de Brancion. Ainsi fait, Jean Ier de Chalon et ses descendants peuvent adjoindre le titre de sire de Salins à celui de comte de Bourgogne.
D'aussi loin que l'on se souvienne les habitants de « Bourg le Sire », de « Châtel-Belin » (aujourd'hui Fort Belin) et de Bracon avaient le droit de prendre du bois dans la Forêt de la Joux, nommée aussi Forêt de la Joux de Salins, pour « maisonner, édifier, pour leur usage et chauffage ; et même de les vendre à la saline, ou de les exploiter à leur profit ». En 1411 le duc de Bourgogne, aussi comte de Bourgogne, Jean sans Peur (un lointain descendant de Jean l'Antique) avait mis par écrit ses droits contestés par les habitants de Salins. L'affaire devait être traitée par le Parlement de Dole qui stipulait : « La Cour maintient et garde les habitants du bourg de Salins, des châtellenies de Bracon et de Châtel-Belin, ensemble ceux des villes de Clucy et de l'Abergement, en possession et saisine du droit de l'usage de prendre et amener, toutes fois qu'il leur plaira, dudit bois de la Joux de Salins, tant qu'il se peut étendre, selon les limites ci-dessus déclarées, en quelle qualité ou quantité que bon leur semblera, pour maisonner, édifier et pour leur chauffage ou usage, pour le vendre et exploiter à leur profit et utilité en notre saunerie, et pour en faire leurs autres nécessités et des autres droits dessus à plein déclarés. Et défend audit opposant et à ses gens, forestiers et officiers, que dorénavant ils ne troublent et empèchent lesd. habitants en leurs dites possessions et saisines ». Ces mêmes droits seront établis pour les forêts de Moidon (aujourd'hui Forêt domaniale des Moidons à Molain) et du Frasnois.

#### La Terre de Salins
Les sires de Salins dominaient une immense seigneurie formant une sorte de principauté dont ils étaient les suzerains et où ils avaient aussi de nombreux biens propres : au nord et à l'est étaient inclus Ornans, Levier, Pontarlier, Joux ; au sud-ouest, Clairvaux et probablement Orgelet ; au sud-est, la Terrre de Salins touchait à la Terre de St-Claude. Aux XIIe – XIIIe siècles, héritèrent notamment des trois seigneuries du Mont-Rivel (avec Champagnole, Equevillon), de Château-Villain (à Sirod) et de Chaux-des-Crotenay, des descendants des Salins en lignée féminine, les Commercy, qui étaient issus des Salins par Nicole, probable petite-fille d'Humbert III de Salins, épouse de Simon II de Commercy († vers 1208) et mère de Gaucher Ier († vers 1244/1248). Les Chalon-Arlay, venus du 3e mariage en 1258 du comte Jean l'Antique avec Laure de Commercy (petite-fille de Gaucher Ier), leur succédèrent en bonne part.

#### Liste des sires de Salins
- Aubry Ier de Mâcon
- Humbert Ier de Salins
- Humbert II de Salins
- Gaucher Ier de Salins
- Gaucher II de Salins
- Humbert III de Salins
- Gaucher III de Salins
- Humbert IV de Salins
- Géraud Ier de Mâcon
- Gaucher IV de Mâcon
- Marguerite de Salins
- Jocerand V Gros de Brancion

#### Les maisons nobles de Salins

Famille de Salins-la-Bande

Famille de Salins-Vincelles

Famille de Salins-la-Tour

### Développement de la ville

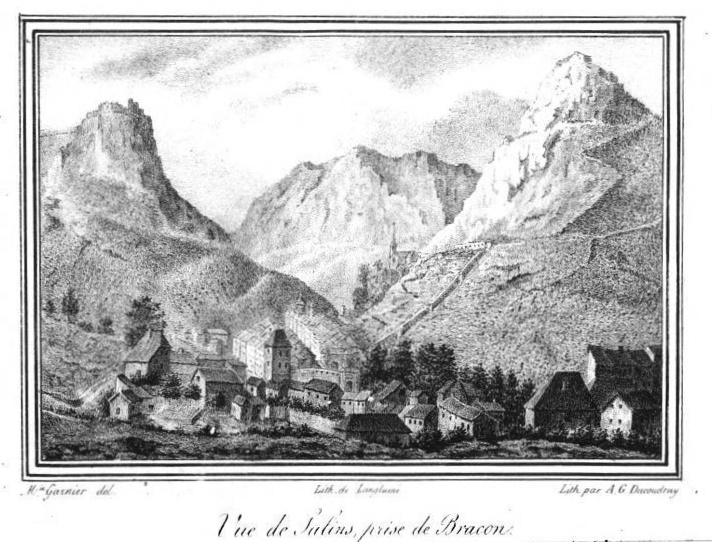
Vue de Salins-les-Bains depuis Bracon au XIX

La première mesure de Jean Ier, en mars 1241, fut de réunir tous les propriétaires, concessionnaires, créanciers et habitants des salines afin que tous exposent clairement leurs possessions et leurs origines sous la foi du serment. Cela fait le comte déterminait pour chacun sa part sans contestation possible et en fixait la mesure au « seau », ainsi il devenait seul propriétaire de toutes les salines n'en accordant que la concession.
La ville s'étoffe doucement, en plus des premiers bâtiments religieux existant avant le Xe siècle et qui étaient l'église Saint-Jean-Baptiste et les chapelles Sainte-Agathe et Saint-Symphorien, de nouveaux sont construits, il s'agit des collégiales Saint-Anatoile et Saint-Michel, de l'église Saint-Maurice, des prieurés Sainte-Madeleine, Saint-Nicolas et Saint-Pierre et d'un couvent de frères-mineurs. En 1582 la ville accueille des religieux de l'ordre des Capucins qui s'installent à la Granges-Salgret autrefois nommé la Montagne-Jurée (peut-être Granges Sauvaget). Il y eut encore d'autres congrégations qui s'installèrent à Salins : les Visitandines, les Clarisses, les Carmélites, les Jésuites et les Tiercelines.
La ville reste toujours divisée en trois bourgs (cf. CEGFC : Dictionnaire Alphonse Rousset, t. V : Salins) ayant chacun un prévôt sous l'autorité du vicomte, les autorités religieuses y ont leur tribunal qui s'étend sur tout le territoire de l'archidiaconé dont Salins est le chef-lieu. À partir du XIIIe siècle le sire décide d'élever son bourg en commune et de lui donner ses lettres de franchises afin « d'honorer son gouvernement et de faire prospérer de plus en plus ses sujets » : ainsi le « Bourg Dessus » nommé aussi « Bourg du Sire » prenait le nom de « Bourg Libre ».
Salins reste une ville prospère et jalouse de son monopole ; aussi en 1369 les sires de Salins proposent à la comtesse, qui l'accepte, de raser la saline de Grozon toute proche qui lui appartient en propre, en échange de fournir à la province une quantité de sel équivalente à celle que produisait Grozon, et qu'en dédommagement elle et ses successeurs auraient une rente de 600 livres sur le produit des salines. Quelque temps plus tard le nouveau comte-duc Jean Ier de Bourgogne, dit Jean sans Peur, fils de Philippe II le Hardi, épouse Marguerite de Bavière et se décide à rénover le mur d'enceinte du « Bourg le Comte ». Pour ce faire il désigne Girard Dufour, bailli d'Amont, afin de diriger les travaux. Dans un premier temps tous les édifices adossés à ce mur furent détruits et parallèlement débutait la rénovation des fortifications de l'autre bourg en autorisant les habitants à se servir en bois nécessaire dans la forêt de Moidon. Philippe III le Bon de Bourgogne, fils de Sans-Peur et petit-fils du Hardi, héritant de Salins, continue les travaux en faisant prendre dans la forêt de Mouchard, en 1420, le bois destiné à la l'édification des tours et des portes ; dans le même temps il autorise le « Bourg du Sire » à frapper pour 4500 marcs de monnaie « de bon aloi » afin de financer l'entreprise. Le « Bourg-Communal », du côté de Belin, s'étendait de Fort-Guyon jusqu'à l'église Saint-Michel et jusqu'à la porte Saint-Nicolas englobant l'abbaye de la Charité. Des portes permettaient d'entrer dans la ville. Le mur de ce bourg n'était pas encore élevé en 1436, tout juste était-il délimité ; aussi il fut décidé de le construire sans plus attendre et d'y pratiquer une poterne dont la clé était détenue par le capitaine et les échevins du bourg. Aux entrées, la ville plaçait des sentinelles et des portiers chargés de conduire au magistrat toute personne qui venait de « lieux suspects ». Les trois bourgs étant maintenant fortifiés et l'entretien en incombait aux habitants.
Le « Bourg-Dessus » ou « Bourg du Sire » comprenait les tours de « Flore », de « Reculot », du « Perroquet » et de « l'Arsenal » du côté de la porte Saint-Nicolas en remontant le long de la rivière et les tours « du Bourreau », de « la Tour Rouge » et « du Prévôt » près de la porte « Oudin », une dernière dressée près de l'ermitage Saint-Anatoile se nommait « Tour-Bénite ». Le rempart se continuait avec les tours « Saint-Anatoile » et celle de la porte « Bâtarde » avant de rejoindre le Fort-Guyon où débutait le « Bourg-Commun ». Entre ce fort et la tour « Terrestre » avaient été édifiées en 1531 « douze loges à gyps pour y placer des pestiférés ». Le collège était entouré de « la Tour » et de « la Porte-Dorée ». En continuant se dressait le demi-bastion de « Saint-Michel » qui séparait le « Bourg-Commun » du « Bourg-le-Comte ». Les fortifications se prolongeaient par la tour « Saint-Georges » formant un angle avec le rempart descendant à « la Tour » et à la porte dite « du Champ-Bonoz » autrefois nommée porte « Palouset » du nom d'une ancienne famille de « Bourg-le-Comte ». Du côté nord il y avait les tours « d'Aiglepierre », de « Bernard », de « Galzot », de « Jacques » et la tour de l'angle dite « d'Andelot ». À l'angle nord-ouest était la tour « de Cicon » après celle de « la Porte-Basse », puis en remontant la rivière se trouvait l'« Angonne », la tour « Barangier » et la « porte Saint-Nicolas ». Les enceintes épaisses d'un mètre à un mètre cinquante s'élevaient à deux mètres trente et jusqu'à treize mètres pour les tours. Celles-ci étaient armée de canons en 1538.
De son côté l'agriculture prospère tant que les coteaux de la ville, sur le mont Poupet, prenaient le nom de « Monts-d'Or ». La ville elle-même se modernise en se dotant de trois grandes rues, les deux premières courant de la « porte Oudin » à celle de « Malpertuis » et la nouvelle prenant le nom de « rue d'Orgemont »; d'autres plus petites sont tracées, c'étaient les rues « Corneux » et « Malbourgeois », celle « des Vallons », de la porte de « Balerne », la rue et la fontaine de « Sursaut », celle du « Biez », des « Hoteaux » et de « Surin ». Le comte se fait aussi construire une maison avec un verger auprès de la rivière en face du moulin et du four de « la Saule ». Depuis 1455 le « Bourg-du-Sire » avait son hôpital fondé par Jean de Montaigu, cet édifice se nommait Saint-Sépulcre et se trouvait dans une maison située dans la « Grande Rue ».

### La commune de Salins
À partir de 1259 Hugues de Chalon prend la succession à la tête de la baronnie de Salins et le titre de comte de Bourgogne sous le nom d'Hugues III de Bourgogne. Plus tard Salins sera partagée en quatre parts :
- l'une nommée, « Partage de Bourgogne » sera transmise au comte Othon IV, fils d'Hugues (lui-même fils de Jean l'Antique et Mahaut de Bourgogne),
- les deux suivantes reviennent à Jean Ier de Chalon-Auxerre pour « Sixte d'Auxerre » et à son frère Etienne de Bourgogne pour « Sixte de Vignori » (Etienne, dit « le Sourd », avait épousé Jeanne de Vignory), tous deux issus du mariage de Jean Ier l'Antique de Chalon avec Isabelle de Courtenay-Champigneulles ;
- la dernière part, nommée « Partage de Chalon », revient à Jean Ier de Chalon-Arlay, fils de Jean l'Antique et Laure de Commercy[3] ; père d'Hugues et grand-père de Jean II.

Othon IV, comte de Bourgogne, s'intéresse particulièrement à une portion de la ville nommée « Bourg le Comte » : plus ancienne que le « Bourg du Sire », elle est séparée de la ville et est administrée par un vicomte. Au fil du temps les vicomtes, qui régentaient différentes portions de la Haute-Bourgogne, rendirent leur charge héréditaire et ce fut le cas pour Salins, Dole, Gray, Vesoul et Baume-les-Dames. Le plus ancien connu sur Salins était Roger Monnet qui vivait au XIe siècle et qui transmettait sa charge à sa descendance, ceux-ci continueront à porter ce titre mais changeront de nom pour prendre celui de Montsaugeon.
Après le décès d'Othon IV en 1303, la part nommée « Partage de Bourgogne » de la seigneurie de Salins revenait à sa seconde épouse la comtesse Mahaut d'Artois, qui à son tour la transmettait à leur fille Jeanne II de Bourgogne, qui épousait le roi Philippe le Long. Ces deux souverains donneront les lettres de franchises au « Bourg-le-Comte », comme cela avait été fait soixante dix ans plus tôt au « Bourg du Sire » par Jean Ier de Chalon.
Jeanne II de Bourgogne devait s'occuper avec bienveillance de Salins, elle fait bâtir à Paris un établissement connu sous le nom de « Collège de Bourgogne » destiné à recevoir vingt boursiers « capables de philosophie » natifs du comté : en 1763 cet établissement sera uni au collège Louis-le-Grand ; elle rend aussi hommage en 1327, avec sa mère Mahaut d'Artois, à l'abbé d'Agaune de ses possessions du château de Bracon et de ses dépendances. La Comtesse Mahaut de son côté fait terminer la construction d'un hospice à Bracon, créée une fondation pour que soit distribué annuellement « 150 aunes de draps aux indigents de la ville » (cette fondation devait durer 300 ans) et choisit comme résidence le château de ce lieu. À la mort de Jeanne II de Bourgogne c'est sa fille Jeanne III de Bourgogne qui hérite du « Partage de Bourgogne ». Philippe III de Bourgogne renouvelle les franchises du « Bourg-le-Comte » lors de sa visite à salins le 23 mars 1422, les habitants avaient dressé un autel sur lequel ils avaient placé une bible devant laquelle le duc prononçait le serment « ès mains d'honorable et sage messire Etienne de Chenecey, licencié ès lois et habitant du même bourg ».
En 1497 les habitants des deux bourgs demandent leur réunion en une seule commune à Philippe VI le Beau de Bourgogne qui l'acceptait et en donnait l'acte suivant :
La création de la commune de Salins apportait des avantages à cette localité. Les habitants obtenait de l'archiduc le 6 août 1502, le droit de constituer des greniers publics où les boulangers devaient prendre la farine.

### La guerre de barons comtois
Jeanne III, fille de France et comtesse de Bourgogne, par son mariage avec Eudes IV, duc de Bourgogne, rassemble le comté et le duché de Bourgogne séparés depuis le partage de 843 entre les petits-fils de Charlemagne. Cette union des deux provinces n'est pas vue favorablement par tous et un parti contre le duc se forme avec à sa tête le petit-fils de Jean Ier de Chalon-Arlay, Jean II de Chalon-Arlay. Ce dernier reproche à Eudes IV d'avoir établi un bailli réputé inflexible et ferme, Guy de Villefrancon, qui empiétait sur ses privilèges et ses droits de justice dans le comté et en particulier de la jouissance de sa part des salines.
En 1336 la ligue des barons se soulève et prend les armes contre le duc. Salins devait être la première ville à tomber sous les coups, fort peu fortifiée et son centre encombré par les fabriques construites pour la plupart en bois ; elle ne peut pas résister longtemps et s'embrase facilement, jetant hors de la ville plus de 900 familles. En une journée Salins, mais aussi ses faubourgs et Bracon, seront détruits par le feu.
Fortes de cette première victoire, les troupes de Jean II sévissent également sur Pontarlier, sur le château d'Arguel, le monastère de Vaux-sur-Poligny, Montmirey, Pointre, Velesmes, Pompierre... En représailles Eudes IV lève des hommes et se présente devant Chaussin qui appartient à la maison de Chalon-Arlay et à celle de Montfaucon, où il organise le siège. Après cinq semaines Chaussin tombe, l'armée du duc se tourne alors vers Salins où elle rase ce que les flammes avaient laissé de Château-Guyon, domaine du baron d'Arlay, puis se dirige vers Besançon dont la même famille tient le titre de vicomte ; là, entre Avanne et Saint-Ferjeux, devait se dérouler la bataille finale entre les deux camps. Devant la suprématie en hommes et en armes du duc, le risque de ravage qui planait sur Besançon et la crainte du sire de Salins de voir se retourner les barons comtois dans cette affaire, Hugues VI de Vienne, alors archevêque de Besançon, s'offre pour être le médiateur entre les deux parties qui aboutissent à un traité de paix proposé par le roi Philippe VI de France et signé en juin 1337.
Salins pendant une cinquantaine d'années garde les traces de sa ruine : en 1390 le livre des anciennes fondations faites au profit du chapitre de Saint-Anatoile faisait la remarque que beaucoup de maisons étaient encore en ruine ; malgré tout, les fabriques sont reconstruites à leurs emplacements et Jean II de Chalon-Arlay fait relever la forteresse de Château-Guyon.

### Le Parlement de Salins
Par succession, l'héritage de Jeanne III de Bourgogne est transmis à Philippe Ier de Bourgogne dit Philippe de Rouvre, son petit-fils. À son décès en 1361 sans enfant, c'est Marguerite Ire de Bourgogne, aïeule de l'épouse de Philippe de Rouvres, Marguerite III de Flandre, et sœur cadette de Jeanne III, qui hérite de la seigneurie de Salins. À cette époque des compagnies sillonnent la contrée et Henri de Montbéliard, gouverneur du pays, voulait y mettre un terme. Il convoque la noblesse à Quingey et se prépare à marcher sur les pillards. Devant le péril les habitants du faubourg Saint-Pierre de Salins obtiennent la permission de se réfugier dans l'église Saint-Michel après « avoir abattu leurs maisons », et ceux du « Bourg-Dessous » sont autorisés à se retrancher et à fortifier une colline proche. Malheureusement les troupes d'Henri devaient capituler et les habitants furent taxés et le bétail confisqué.
À la mort de Louis II de Flandre dit Louis de Maele, fils de Marguerite Ire de Bourgogne et époux de Marguerite de Brabant, les biens sont transmis à son unique fille Marguerite III de Flandre dite Marguerite de Maele, épouse de Philippe II le Hardi de Bourgogne. De son côté Jean III de Chalon-Arlay, regrettant de voir le gouvernement de la région être encore entre des mains qu'il considère étrangères, refuse de prêter hommage au duc en prétendant tenir son fief « de Dieu et de son épée » ; mais les différends devaient trouver une issue avec le règlement de l'affaire Faguier.
Au XVe siècle un changement profond intervient sur la région. Jusque-là Salins, qui était originairement le chef-lieu du comté de Scoding, faisait partie intégrante de la Haute Bourgogne qui occupait le territoire actuel de la Franche-Comté ; mais à partir de 1422 la ville se retrouve dans la nouvelle division administrative qu'est le bailliage d'Aval ou bailliage de Salins. En 1480, après les guerres contre les occupants suisses, s'assemblent à Salins les Etats du comté de Bourgogne convoqués par Louis XI, qui a fait la conquête de la Franche-Comté en 1482 et l'a annexée (traité d'Arras, 1482) aux dépens de Marie de Bourgogne (fille héritière de Charles le Téméraire, petite-fille de Philippe le Bon, arrière-petite-fille de Jean sans Peur, et arrière-arrière-petite-fille de Philippe le Hardi et Marguerite de Flandre) et de son époux l'empereur Maximilien de Habsbourg ; les membres des Etats soumirent au monarque français diverses demandes, entre autres celles d'y établir un parlement et de conserver les franchises. Non seulement le roi Louis acceptait ces doléances mais en plus il restituait au sire de Chalon-Arlay les domaines autrefois confisqués ; la même démarche était faite par l'archiduc Philippe VI (fils de Marie et Maximilien ; la Comté avait été récupérée par Maximilien et Philippe au traité de Senlis de 1493, Marie étant morte dès 1482) en 1506 auprès de Philibert de Chalon-Arlay. Après la mort de son père Louis XI, Charles VIII prendra sa succession, il confirme les Etats dans leurs privilèges et accorde aux villes de relever leurs murailles dans un acte enregistré au parlement de Salins en 1483, ce parlement sera définitivement transféré à Dole en 1494.
Maximilien Ier, avec l'aide de la noblesse franc-comtoise, voulait entreprendre de reconquérir la Franche-Comté après l'affront que lui avait fait Charles VIII en préférant épouser Anne de Bretagne plutôt que sa fille Marguerite d'Autriche, sœur de Philippe le Beau. L'expédition se lance sur Faucogney et Vesoul puis entre à Besançon, salins devait tomber devant le normand Henri de Maillot, qui harcelait la ville depuis le château de Bracon, avant que l'armée comtoise dirigé par Philippe Loyte d'Aresches ne le rejoigne. Puis à la veille de Noël 1492, c'est le commandant en chef des troupes comtoises Freidrich Kappler qui entre dans la ville. Ensemble ils prendront part à la bataille de Dournon, les 17 et 18 janvier 1493. Puis en mars, ils prennent le fort de Bracon qu'occupait une partie des troupes françaises. Maximilien, rentré en possession de ses états bourguignons par le traité de Senlis de mai 1493, pouvait remettre le comté de Bourgogne entre les mains de son fils Philippe Ier le Beau de Castille, qui prendra le nom de Philippe VI de Bourgogne, puis de la sœur de ce dernier, Marguerite d'Autriche. En 1530 Marguerite décédait et transmettait le/la comté à son neveu Charles Quint, fils de Philippe le Beau.

### La guerre contre la France
En mars 1594 il était procédé au recensement de la population masculine âgée de 20 à 60 ans et à la composition des milices militaire, 440 hommes sont recrutés sans compter les sergents et les capitaines, vingt d'entre eux seront placés aux portes. L'année suivante Henri IV déclare la guerre à l'Espagne et envahit la Franche-Comté, aussitôt le magistrat de Salins forme un conseil de guerre composé de 12 personnes qui s'assemblent chaque jour sous la présidence du sire de Vaux-de-Chasoy, maire de la ville à cette époque. Il est convenu de pourvoir en armes les compagnies de la ville mais les magasins ne contenant que 2700 livres de poudre il faut s'approvisionner à Strasbourg et acheter 200 piques pour équiper les huit compagnies de « gens à pied ». Pendant que la milice s'exerce tous les jours, les fortifications sont réparées. Dans leur avancée depuis la Lorraine les troupes françaises font tomber les villes de la province les unes après les autres. En février de cette année elles se tournent vers Salins faisant fuir devant elles les villageois qui partent se réfugier dans la ville, devant cette arrivée massive de civiles le maire et le conseil délibéraient le 3 mars au matin d'accepter les réfugiés, la milice est appelée sur les tours de « Cicon » et « d'Andelot », la porte de « Malpertuis » est fermée et comblée et la « garde bourgeoise » prend les armes. Dans la nuit du 3 au 4 mars un corps de gendarmerie français (le terme désigne une troupe d'élite de cavaliers fortement armés, de noble naissance, servant dans l'armée française) se présente près du couvent de Capucins et somme la ville de « se rendre au roi de Navarre et de France », en guise de réponse la « garde bourgeoise » fait feu sur l'ennemi et se lance dans un engagement. Le 4 au matin un échevin de la ville, le sieur Picoteau, est envoyé reconnaitre les corps des habitants tombés. Dans l'attente de la riposte des troupes françaises le conseil décide de faire démolir toutes les maisons du faubourg Saint-Pierre ainsi que celles situées près de la place « Malpertuis » afin de constituer des remparts supplémentaires et de placer 25 hommes en armes au château de Bracon, de plus un envoyé part demander au gouverneur de la province, Monsieur de Vergy, l'envoi de mille à mille deux cents hommes. Le 5 mars arrive à Salins le sieur de Cressia et des gentilshommes pour aider à sa défense complétés le 8 par des compagnies des sires de Belvoir et de Charmes totalisant 2000 hommes. La guerre s'éternisait lorsque l'Espagne se décide finalement d'intervenir pour aider la Franche-Comté en envoyant 20 000 hommes sous la conduite de Ferdinand Velasco qui forcent les troupes royales à repasser la Saône.
Dans l'attente d'une nouvelle riposte des Français Salins renforce ses défense, sa garnison s'étoffe des compagnies du capitaine Cecile, de celle de M. de Ronchault et de celle du capitaine de Byans en plus de 1 200 Suisses dont la moitié resteront à la disposition de la ville. Le marquis de Spinola commandera les troupes étrangères tandis que les « compagnies bourgeoises » resteront sous l'autorité du Magistrat (échevins) de Salins. Il est interdit aux habitants de sortir de la ville sans autorisation sous peine de « bannissement perpétuel, d'expulsion de leurs femmes et de leurs enfants et de confiscation de leurs biens ». Le 7 août, devant le retour des troupes françaises dans la contrée et leur ravage, le conseil municipal de Salins ordonne d'incendier les faubourgs depuis la porte « Oudin » jusqu'à leur extrémité. Pendant ces préparatifs fébriles le roi de France Henri IV proposait aux Suisses qu'ils se joignent à lui en échange de partager avec eux le comté de Bourgogne. ceux-ci refusent et recommandent au monarque d'épargner Salins, par chance pour elle le roi acceptait sous réserve que la ville lui verse rapidement 30 000 écus.
Les guerres s'éloignaient et épargnaient Salins qui devait connaitre un sort plus heureux que les autres villes de la province, le capitaine des troupes espagnoles venues secourir la ville attestait de la bravoure de la ville.
Une nouvelle ère s'ouvrait pour Salins sous les auspices de la comtesse Isabelle, petite-fille de Charles Quint. En premier lieu le conseil demanda que les titres de mayeur et de capitaine de la ville soient réunis, le sieur d'Aiglepierre venant de mourir en 1607, cette proposition était acceptée et le 25 juin de la même année est nommé à ce poste M. Philippe Marchand, écuyer, seigneur de la Chateleine. La comtesse Isabelle tenait la part nommée « partage de Bourgogne » qui constituait l'une des quatre parts de la ville de Salins lors du partage de 1259, le « sixte de Vignori » avait été acquis en 1570 par Philippe II d'Espagne, quant au « sixte d'Auxerre » il avait été rendu à Philibert de Chalon-Arlay (les Chalon-Arlay avaient succédé à leurs cousins Chalon-Auxerre). Lors de son mariage ces deux parts avaient été cédées à la comtesse qui y joignait le « partage de Chalon » que tenait jusqu'alors la maison de Chalon-Arlay. Après avoir conforté ses parts sur la ville, Isabelle achetait tous les « quartiers » (ou plutôt « parts ») de « muire » disponibles sur la « Petite saline » qui étaient la propriété de particuliers. Le « Bourg-le-Comte » qui faisait deux foires annuelles avec l'affranchissement de tout droit se voyait accorder la possibilité d'en avoir quatre suivies chacune par trois jours de franchises.

### Un siècle de fléaux

#### Les épidémies
Depuis les premiers fléaux de la peste en 1349 la ville semblait avoir été épargnée jusqu'en 1452 ou elle sévit sur la région. Elle devait revenir en 1507 ce qui obligeait le duc et le comte du comté « d'autoriser toutes les bonnes villes des états à rendre toutes ordonnances et édits nécessaires pour remédier aux pestes et autres maladies contagieuses, à punir par amendes et emprisonnement les désobéissans », cet édit incitait Salins à recruter un médecin de Milan pour s'occuper des pestiférés. En 1524 la maladie se répand sur la région ce qui oblige la commune à refuser d'ouvrir ses portes aux voyageurs et interdit à ses habitants de sortir de la ville et de ses faubourgs. Malgré cela en juillet 1525 la peste envahit le quartier le l'« Angonne », les malades qui étaient logés près des remparts, au pied de la montagne de Belin, sont déplacés à « l'hôpital derrière de Montaigu ». En août la maladie s'étend, le chirurgien meurt ainsi que son remplaçant, et la peste touche maintenant Bracon. Les écoles sont fermées, les animaux domestiques divaguant tués, ordre est donné de rentrer avant 9 heures du soir, d'interdire aux enfants de se rendre chez les voisins, aux « cabaretiers » (bistrotiers) de recevoir des gens suspects et aux bouchers de tuer des moutons ou des brebis. Grâce à ces mesures l'hiver 1525 voit le mal reculer, l'archevêque de Besançon se retire à Salins dans la maison de Balerne près de la Barbarine pour fuir les rues pestiférées de sa ville. Dans les années suivantes la contagion qui régnait à Besançon et Gray revenait sur Salins obligeant cette fois le magistrat à « interdire aux habitants séquestrés de sortir de leurs maisons sous peine d'être bannis et en cas de récidive étranglés », les réunions sont de nouveau interdites de même que l'habitude d'aller « glaner » dans les champs et trois potences sont dressées, une au faubourg, une à l'hôtel de ville et une près des halles, pour inciter à l'obéissance les habitants. Les loges pour les malades sont rouvertes près de Belin et confiées aux religieux de l'ordre des Capucins. Finalement en décembre 1629 cette très longue période d'épidémies s'affaiblissait et la ville pouvait être à nouveau ouverte.
L'accalmie devait être de courte durée, à partir de 1637 la peste faisait à nouveau son apparition suivant en cela plusieurs années de guerres et de famines dans toute la Franche-Comté et plus d'un millier d'individus devaient en mourir cette année-là dans Salins, dans le même temps il fallait à nouveau réparer les défenses de la ville qui voyait se profiler les troupes françaises. À partir de 1640 la famine s'étendait sur la région, cherchant désespérément du blé à acheter c'était le sire de Cressia qui faisait affréter 150 chariots et en assurait l'escorte par 300 soldats jusqu'à Bracon, malgré les efforts des Français pour empêcher le ravitaillement des villes.

#### L'abdication
Dans la deuxième moitié du XVIIe siècle, la guerre se profile à nouveau à l'horizon. Après la comtesse Isabelle, la Comté était retournée aux rois d'Espagne, des Habsbourg descendant comme elle du comte-roi Charles Quint et sans cesse en guerre contre Louis XIII (Guerre de Trente Ans, dont la Guerre de Dix Ans) et Louis XIV (Guerre de Hollande, suivant la Guerre de Dévolution ; Louis XIV avait épousé en 1660 l'infante Marie-Thérèse, héritière des Habsbourg). La ville de Salins est dans un triste état, ses remparts éventrés et éboulés ne peuvent plus tenir un siège, de plus le gouverneur des forts, le baron de Chevroz, est absent depuis plusieurs mois, Salins se retrouve sans garnison et presque sans armes. À force de réclamer des secours au Parlement, celui-ci lève 40 000 francs en 1667 pour réparer les ouvrages de défense, une demi-lune (fortification bastionnée) est construite devant la porte « Oudin », le front des murs est réparé à neuf depuis la porte « Malpertuis » jusqu'à la tour « Andelot » et les murailles du fort de Bracon sont renforcées. Un émissaire est envoyé auprès des Suisses qui s'engagent à mobiliser 6 000 hommes en cas de guerre. Début février 1668, le régiment de Salins, l'un des trois levés par le parlement pour faire face aux Français, est armé et placé aux portes et dans les forts de la ville. Le 6 de ce mois, dès 7 heures du matin, un corps de cavalerie français de 60 hommes se présente près du couvent des Capucins et en est repoussé par le canon du fort Saint-André. Vers midi, le même corps est vu vers le mont Ivory, accompagné de 250 hommes et d'un peloton d'infanterie qui vient se ranger devant le fort de Bracon. Plusieurs maisons au voisinage du fort et hors de la ville sont incendiées sur décision du conseil pour qu'elles ne soient pas utilisées par l'ennemi. Fort peu armés et pauvres en munitions, les forts qui entourent Salins ne peuvent pas tenir longtemps. Les faubourgs de « Chantave » et de « Galvot » tombent les premiers. Un tambour français se présente à la porte « Oudin », où se tient rassemblé un grand nombre des bourgeois de la ville, et demande à parler au commandant de la garnison. Le sieur de Chevroz s'y rend accompagné du « mayeur » Billard de Raze. Les Français les somment de rendre la ville et les forts et que les deux parties se donnent réciproquement des otages jusqu'à la conclusion d'un traité de paix. Malgré l'opposition des habitants et des bourgeois Salins envoie donc de Salans, de Balay-Sault et le docteur Mouret en échange du marquis de Tyanges, du sieur de la Flotte et d'un brigadier de mousquetaire. Dans la nuit du 6 au 7 février, le conseil délibère et compte tenu de la faible quantité de munitions disponible et de l'infériorité en nombre de la milice, évaluée à 350 hommes face à douze compagnies françaises, la résolution de se rendre était adoptée par 26 voix contre 10. Le lendemain le duc passait en revue ses troupes rangées au pied du mont Ivory avant d'entrer dans la ville pour en prendre possession au nom du roi, en fin de journée les postes des murailles étaient remises aux Français de même que les forts de Bracon et de Saint-André. Le lendemain, le duc se présentait devant le fort Belin où Guérard de Nozeroy, qui en assurait jusqu'alors le commandement, lui refusait l'entrée en lui disant « qu'il ne reconnaissait d'autre maître que le roi catholique (sous-entendu d'Espagne) ; et que le duc voulut bien se retirer sinon il le chargerait », même sans munitions pour ses canons l'officier était prêt à se défendre « à coups de pierre » ; le mayeur devant l'impatience du duc faisait remettre un ordre de capitulation à Nozeroy et le soir même le dernier fort de Salins était remis aux troupes françaises. Le mayeur était autorisé à se retirer dans sa maison de Chevroz et le marquis de Noisy le remplaçait pour gouverner la ville. Les troupes françaises devaient rester jusqu'au 8 juin 1668, à cette date le sieur de Noisy faisait charger sur des chariots toutes les armes et les munitions saisies dans les villes du bailliage et qui avaient été stockées dans la ville, déjà les canons et les munitions du fort de Joux avaient transité par Salins quelques jours plus tôt avant de partir pour Auxonne.
Début septembre il était procédé à l'élection d'un nouveau magistrat. L'assemblée se tenait dans la salle du puits à « muire » en présence du gouverneur de la province venu de Besançon et des commissaires du Parlement de Dole. Avant de partir le, gouverneur rappelait : « J'ai le pouvoir de punir ou de pardonner, je prends ce dernier parti, dans l'espoir qu'on évitera, par la suite, jusqu'au moindre désordre », après cela il nommait le commandant de la ville en la personne du colonel Le Maitre. Malgré les succès français le traité d'Aix-la-Chapelle renversait la situation et la Franche-Comté était rendue à l'Espagne.

### Le siège de Salins par Louis XIV
Le 14 février 1674 6 000 hommes entrent en Franche-Comté sous la conduite du duc de Navailles. Le Magistrat de Salins réclame des soldats et de l'argent au gouverneur qui fait expédier la garnison de Lons-le-Saunier plus une compagnie de 70 hommes avec à sa tête le colonel Chappuis, 50 volontaires d'Arbois et autant de Poligny ainsi que quatre compagnies de cantonniers venus de la Franche-Montagne sous la conduite de quatre curés comme c'était l'usage; ils venaient s'ajouter aux 2 000 combattants que la ville avait réunis. Le 31 mars le comte de Vaudémont arrive à Salins pour assurer sa défense mais devant le péril imminent que courait Arbois il s'y rend accompagné de la garnison et des bourgeois de Salins.
Après sa victoire à Arbois le comte veut libérer Poligny, ce qu'il réussit. De retour à Salins il fait préparer la défense de celle-ci. Le 4 juin les Français se présentent aux portes de la ville vers les 8 heures du matin et s'emparent du couvent des Carmes que le commandant de la garnison s'empresse d'incendier ainsi que les faubourgs « Chantave » et « Galvot ». Les jours suivant se succèdent sans combats. Le 6 juin les assiégeants qui dressaient des tentes au pied du mont Ivory sont délogés à coups de canon depuis le fort Guyon. Le lendemain c'est une batterie installée dans les vignes de « Pré-Moreau » et une autre « Derrière-les-Peteaux » qui forcent les Français à reculer. Le 11 juin les Français récupèrent les troupes qui venaient de faire tomber Dole et établissent trois batteries composées chacune de trois canons portant des boulets de 25 livres, l'une sur la montagne Saint-André, l'autre contre le fort de « Champ-Reffond » et la troisième contre le fort de Bracon. Le 12 les canons de Bracon et de « Saint-André » tirent sur les Français qui ripostent pendant 36 heures. Ils arrivent ainsi à percer la muraille au niveau du fort de « Champ-Reffond » obligeant les troupes de Salins à se retrancher plus bas dans la ville où ils sont assaillis par l'infanterie et la cavalerie. Une heure après la redoute de « la Croix-Beschet » tombe. L'assaut est donné contre le fort Saint-André et dure jusqu'au lendemain 4 heures du matin sans succès. Le 16 les Français ne peuvent forcer la résistance de la redoute de « Montrond » et du fortin de l'ermitage Saint-Jean, mécontents ils se vengent en canonnant toute la journée la ville et ses forts. Le 17, les assiégés tentent une sortie et détruisent une partie du camp ennemi, dans le même temps plusieurs jeunes gens de la ville sous la conduite d'un capitaine assaillent, vers la porte « Oudin », quelques compagnies d'infanterie qui sont contraintes de fuir. Le 18 les Français canonnent sans cesse la ville. La veille, 300 femmes et jeunes filles, qui portaient des vivres à la garnison du fort Saint-André, sont prises sous le feu des Français. Le 19, les canons français prennent pour cible le fort Saint-André et la redoute de « Montrond ». Le 20, le fort est en feu, la garnison l'abandonne, un mouvement de panique s'empare des garnisons des forts Bracon, Saint-Martin et « la Rate » qui tombent tous entre les mains des assaillants. Forts de ce succès les Français tentent d'entrer en ville, ils sont repoussés par les milices venues sur les remparts. Devant le péril imminent les magistrats, les notables et le conseiller du roi (d'Espagne) se réunissent à la maison de la ville et conviennent d'envoyer un tambour auprès du duc pour demander une trêve et proposer une capitulation. La trêve est accordée à la condition que la ville et la garnison envoient des otages. Le duc de Navailles acceptait les termes de la capitulation si le dernier fort encore debout se rendait. Après bien des tergiversations, car le fort dont il s'agit était le fort Belin et la ville n'avait aucune autorité sur lui car il ne dépendait que du roi d'Espagne, le commandant Poutier quitte son fort non sans avoir fait jeter la poudre des munitions dans les citernes, vider les tonneaux de vin et distribuer la farine. L'ancienne ville libre qu'était Salins tombe le 21 juin 1674 et en 1678 le traité de Nimègue permet le retour de la Franche-Comté à la France, définitivement cette fois-ci.
Sous la Révolution, malgré ses souhaits, Salins-les-Bains n'est pas choisie pour être chef-lieu du nouveau département du Jura. Elle devient chef-lieu de district de 1790 à 1795.

### L'incendie de 1825
Peu après midi de ce jour-là, un incendie éclate à l'entrée de la rue « du Pavillon ». Les secours se mobilisent et la maison est sauvée. Mais le vent fort qui soufflait ce 27 juillet 1825 avait porté des tisons sur des maisons proches au toits couvert de branchages de pin comme cela se faisait souvent et en moins de deux heures presque toute la ville s'embrasait. Devant ce péril le maire faisait protéger l'hôtel de ville et l'hospice, un professeur (Jean-Baptiste Considerant, professeur de rhétorique, père du philosophe et économiste Victor Considerant) aidé de ses deux fils et de quelques élèves, s'attaquait au foyer qui menaçait le collège ; quant à la saline, l'étendue de ses bâtiments ne pouvait permettre une lutte efficace. Partout les habitants fuyaient pour se réfugier dans les champs voisins. Les villes et villages voisins, jusqu'à Besançon, venaient prêter main-forte et apporter des « pompes à feu » et des dons aux Salinois démunis. Ce jour funeste la ville voyait 306 de ses maisons partir en fumée en plus de l'église et d'une grande partie des salines et Bracon en perdait 23. 762 familles des deux localités étaient sinistrées, les dommages étaient chiffrés à 6 973 715 francs. Ce désastre était annoncé au gouverneur et le roi débloqua 389 700 francs d'aides qui s'ajoutaient aux dons des villes françaises mais aussi italiennes et suisses pour aider à la reconstruction de la ville.